# Calacadia osorno
Calacadia osorno is een spinnensoort uit de familie Desidae. De soort komt voor in Chili.